# Cassy Vericel
Cassy Vericel (Lyon, 10 de enero de 1991) es una deportista francesa que compitió en gimnasia artística. Ganó una medalla de bronce en el Campeonato Mundial de Gimnasia Artística de 2007 y una medalla de bronce en el Campeonato Europeo de Gimnasia Artística de 2008.

## Palmarés internacional
| Campeonato Mundial | Campeonato Mundial         | Campeonato Mundial | Campeonato Mundial   |
| Año                | Lugar                      | Medalla            | Prueba               |
| ------------------ | -------------------------- | ------------------ | -------------------- |
| 2007               | Stuttgart (Alemania)       | Medalla de bronce  | Suelo                |
| Campeonato Europeo |                            |                    |                      |
| Año                | Lugar                      | Medalla            | Prueba               |
| 2008               | Clermont-Ferrand (Francia) | Medalla de bronce  | Concurso por equipos |